# Phaeosphaeria gessneri
Phaeosphaeria gessneri är en svampart som beskrevs av Shoemaker & C.E. Babc. 1989. Phaeosphaeria gessneri ingår i släktet Phaeosphaeria och familjen Phaeosphaeriaceae.   Inga underarter finns listade i Catalogue of Life.